# مقاطعة ماكون (ميزوري)
مقاطعة ماكون (بالإنجليزية: Macon County)‏ هي إحدى المقاطعات في ولاية ميزوري في الولايات المتحدة الأمريكية.

## أعلام
- روبرت توماس جونز
- جيمي كراتشفيلد